# XVIII съезд КПРФ
XVIII съезд Коммунистической партии Российской Федерации прошёл в три этапа — с 24 по 26 апреля и с 24 по 26 июня 2021 года, а также 23 декабря 2023 года. Съезд отметился, прежде всего, переизбранием Геннадия Зюганова Председателем ЦК КПРФ, утверждением программы и кандидатов от партии на парламентские выборы в сентябре 2021 года и президентские выборы в марте 2024 года, а также созданием вокруг КПРФ коалиции левопатриотических сил (включая «Левый фронт», Движение в поддержку армии, Движение за новый социализм, «Трудовую Россию» и ряд других организаций).

## Подготовка к съезду
Согласно Уставу КПРФ:

Очередные Съезды созываются Центральным Комитетом КПРФ не реже одного раза в четыре года.
Предыдущий, XVII съезд, состоялся в мае 2017 года, уже после парламентских выборов 2016 года. Изначально планировалось, что отчётно-выборный съезд КПРФ пройдёт в ноябре 2021 года, также после выборов в Государственную думу VIII созыва. Однако руководство партии в конце 2020 года решило перенести его на апрель, чтобы совместить перевыборы руководящих органов партии с выдвижением кандидатов.
В январе 2021 года состоялся XIII пленум ЦК КПРФ, в соответствии с решениями которого были определены дата проведения съезда и развёрнута подготовка к нему.
Накануне съезда ряд СМИ распространили «Обращение коммунистов к делегатам XVIII съезда КПРФ и всем членам партии». Авторы обращения, бывшие и действующие члены партии, выражали глубокую озабоченность состоянием дел в КПРФ, обвиняли руководство партии в популизме и потребовали, чтобы на съезде прошло обновление партийного руководства, в том числе и отставка бессменно возглавляющего партию с 1993 года Геннадия Зюганова.

## Повестка дня
В повестку дня первого этапа съезда вошли 5 вопросов:
1. Политический отчёт Центрального Комитета КПРФ XVIII съезду партии[13]. (Геннадий Зюганов)
2. Отчёт Центральной контрольно-ревизионной комиссии КПРФ XVIII съезду партии (Николай Иванов).
3. Выборы Центрального Комитета КПРФ.
4. Выборы кандидатов в члены Центрального Комитета КПРФ.
5. Выборы Центральной Контрольно-ревизионной комиссии КПРФ.

Повестка дня второго этапа XVIII съезда КПРФ включала пятнадцать вопросов. Все они были связаны с участием партии в выборах депутатов Государственной Думы ФС РФ VIII созыва.
В повестку дня третьего этапа съезда были внесены три вопроса:
1. Об участии КПРФ в выборах Президента РФ 17 марта 2024 года.
2. О выдвижении кандидата КПРФ на выборах Президента РФ 17 марта 2024 года.
3. О задачах КПРФ при проведении выборов Президента РФ 17 марта 2024 года.

## Основные решения съезда
Несмотря на требования, выраженные в «Обращении», первый этап съезда одобрил Политический отчёт ЦК и переизбрал Зюганова на пост Председателя ЦК. Иван Мельников сохранил пост первого заместителя Председателя ЦК, также на этот пост был избран Юрий Афонин. Из состава Президиума ЦК были выведены сторонники «жёсткой линии» Валерий Рашкин и Сергей Левченко, чьи кандидатуры не были включены в список для голосования, при этом сами они отрицали наличие каких-либо внутрипартийных разногласий. Ранее в СМИ было опубликовано видео, на котором была запечатлена беседа якобы Рашкина и Левченко. Запечатленные на записи люди обсуждали попытку устроить информационную атаку на зампреда ЦК КПРФ Юрия Афонина, для этого, в частности, планировалось использовать тему недвижимости и деклараций.
В новый состав Президиума ЦК КПРФ вошли:
1. Зюганов Геннадий Андреевич
2. Мельников Иван Иванович
3. Афонин Юрий Вячеславович
4. Кашин Владимир Иванович
5. Новиков Дмитрий Георгиевич
6. Калашников Леонид Иванович
7. Иванов Николай Николаевич

Также был обновлён состав Секретариата ЦК.
Известный блогер, депутат Саратовской областной думы Николай Бондаренко был избран кандидатом в члены ЦК КПРФ.
Съезд утвердил предвыборную программу «Десять шагов к власти народа». Она включала в себя положения о: пересмотре Конституции, национализации стратегических отраслей экономики, банков и земли (за исключением личных хозяйств граждан), пересмотре итогов приватизации 90-х годов, росте финансирования НИОКР, воссоздании кооперативных аграрных хозяйств, увеличении прожиточного минимума до 25 тысяч рублей, введении прогрессивной шкалы налогообложения и отмене НДС, бесплатном характере образования и здравоохранении, гарантии занятости населения и 8-часового рабочего дня, а также отмене «пенсионной реформы».
В ходе второго этапа съезда были также достигнуты договорённости, что партия выдвинет в округах 74 кандидатов от союзных с ней политических сил, в том числе 8 кандидатов от «Левого фронта» и 7 — от Движения за новый социализм (лидер которого Николай Платошкин, в конце мая 2021 года освобождённый из-под домашнего ареста, присутствовал на съезде).
Также съезд принял резолюции:
- «За социализм, против нищеты и бесправия!»[25]
- «Правда и сила социализма — оплот победы СССР над фашизмом»[26]
- «К народу Украины!»[27].

На третьем этапе съезда было принято решение о выдвижении депутата Государственной Думы РФ Николая Харитонова в качестве кандидата от КПРФ на президентские выборы 2024 года. До этого Харитонов уже принимал участие в президентских выборах 2004 года, где проиграл Владимиру Путину.

## Инцидент с Прилепиным и Стариковым
Во время работы второго этапа съезда, 24 июня, в пансионат «Снегири» прибыли сопредседатель партии «Справедливая Россия — За правду» Захар Прилепин и член этой же партии писатель Николай Стариков. Они не получали приглашения на него и прибыли без предупреждения. Формально Прилепин заявил, что намерен предложить коммунистам «меморандум об объединении левых сил», но текст этого меморандума не представил (высказывалось предположение, что его и не существовало), сообщив, что устно передал Геннадию Зюганову свои предложения по телефону. Сотрудники аппарата КПРФ не допустили Прилепина и Старикова на заседание съезда, по словам первого заместителя Председателя ЦК КПРФ Юрия Афонина, акция Прилепина являлась «попыткой политического пиара». Сам Прилепин опроверг эти сведения — по его словам, он смог попасть на заседание съезда, успел пообщаться с журналистами и никто его не выгонял.